# نيل هايوود
نيل هايوود (بالإنجليزية: Neil Heywood)‏ هو شخصية أعمال بريطاني، ولد في 20 أكتوبر 1970 في كنزينغتون في المملكة المتحدة، وتوفي في 14 نوفمبر 2011 في تشونغتشينغ في الصين.

## وصلات خارجية
- نيل هايوود على موقع الموسوعة البريطانية (الإنجليزية)